# Glycaspis belua
Glycaspis belua är en insektsart som först beskrevs av Moore 1970.  Glycaspis belua ingår i släktet Glycaspis och familjen rundbladloppor. Inga underarter finns listade i Catalogue of Life.